# Trigolo
Trigolo (im lokalen Dialekt Trìgol) ist eine norditalienische Gemeinde (comune) mit 1640 Einwohnern (Stand 31. Dezember 2024) in der Provinz Cremona in der Lombardei. Die Gemeinde liegt etwa 26,5 Kilometer nordwestlich von Cremona. Durch das Gemeindegebiet führt der Canale Vacchelli. 